# УралЗІС-355
УралЗІС-355 (355В) — двовісний вантажний автомобіль середньої вантажопідйомності, що випускався на Уральському автомобільному заводі з 1956 по 1958 рік. Був перехідною моделлю від УралЗІС-5 до УралЗІС-355М.